# 만주토끼
만주토끼(Lepus mandshuricus)는 토끼과 산토끼속에 속하는 포유류의 일종이다. 중국 동북부, 아무르강 분지, 그리고 한반도 북부의 고지대 산악 지역에서 발견되는 멧토끼이다. 성체가 되면 몸무게는 2 kg, 몸길이는 40–48 cm, 꼬리 길이는 4.5-7.5cm가 된다. 귀는 7.5-10.4 cm 정도가 된다. 한국멧토끼와 비교하여, 뒷다리가 상대적으로 짧고 귀는 작다.

## 같이 보기
- 한국의 포유동물